# Dream Home
Dream Home (維多利亞壹號) è un film del 2010 diretto da Ho-Cheung Pang.

## Trama
Hong Kong: la giovane Cheng Lai Sheung ha un sogno nel cassetto: acquistare un appartamento che si affacci sul mare di Hong Kong. Nonostante i tanti sacrifici e il lavorare giorno e notte per mettere da parte il denaro necessario, diversi problemi quali le alte spese ospedaliere del padre morente, il gioco al rialzo del proprietari dell'immobile, l'ostruzionismo della banca, si concatenano facendo naufragare la trattativa in via ormai definitiva.
Ma la volontà di coronare il suo sogno non ha ostacoli così Sheung decide di mettere in atto un folle e diabolico piano: sterminare tutti i condomini del palazzo in cui è situato l'appartamento, in modo tale da farne precipitare il valore.

## Produzione
Il film è stato prodotto dalla 852 Films di proprietà della protagonista del film Josie Ho; l'attrice era dell'idea di realizzare una pellicola che fosse una commistione di horror, splatter e azione sul genere di Riki-Oh: The Story of Ricky.
Il regista Pang ha iniziato a lavorare alla sceneggiatura già nel 2007, mentre le riprese hanno avuto luogo tra marzo e maggio 2009, per poi subire un rallentamento in fase di post produzione a causa di divergenze artistiche tra Pang e Josie Ho. Il regista infatti era più propenso a conferire un taglio più realistico alla vicenda, in contrapposizione alla volontà della produzione di attenersi rigorosamente alla violenza e al gore tipici del cinema di genere. Nonostante la disputa, Pang è riuscito comunque a portare a termine il film, seppur con 6 mesi di ritardo.

## Distribuzione
La première del film è avvenuta al Far East Film Festival di Udine il 23 aprile 2010.

## Accoglienza
Sebbene possa essere catalogato nel genere splatter, il film è stato elogiato dalla critica per la vena satirica nei confronti della struttura capitalistica di Hong Kong e per il montaggio frammentario che fa procedere la narrazione su due binari differenti che si congiungono fino al riuscito finale.